# Собор Чудова монастыря
Собо́р Чу́да Архистрати́га Михаи́ла в Хо́нех — утраченный православный храм в Московском Кремле, бывший соборный храм Чудова монастыря. Построен в 1501—1503 годах по распоряжению Ивана III. Разрушен в 1929 году, чтобы освободить территорию для строительства 14-го корпуса Кремля.

## История
По сказаниям некоторых летописей, на этом месте находился двор ордынских послов. Ханша Тайдула подарила его митрополиту Алексию в благодарность за исцеление от слепоты. На этом дворе Алексий в 1358 году построил деревянную церковь Чуда Архангела Михаила, а затем в 1365 году — каменную. В каменном храме митрополит Алексий сам и был позже погребён.

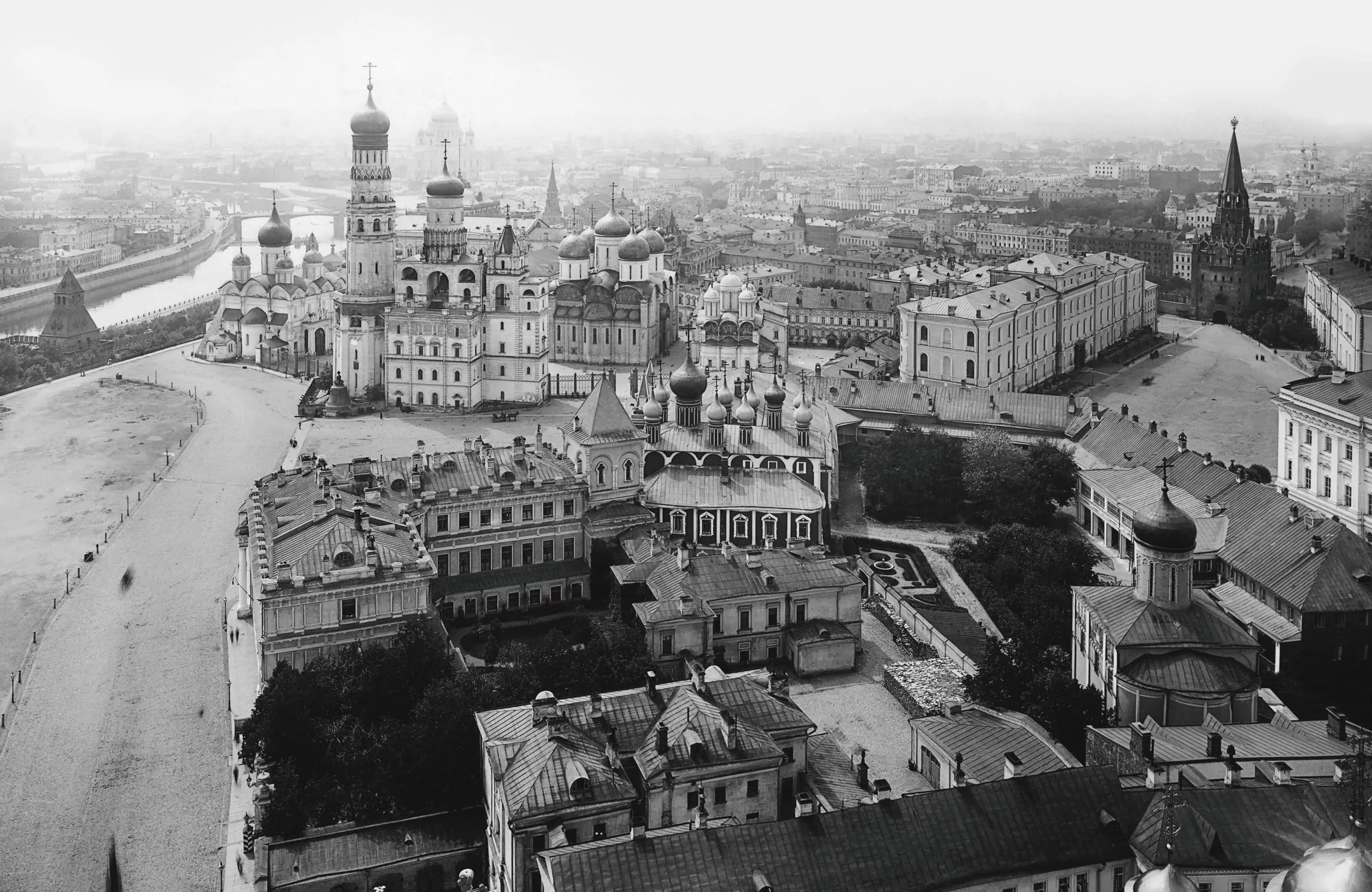
Чудов монастырь, 1900-е года.

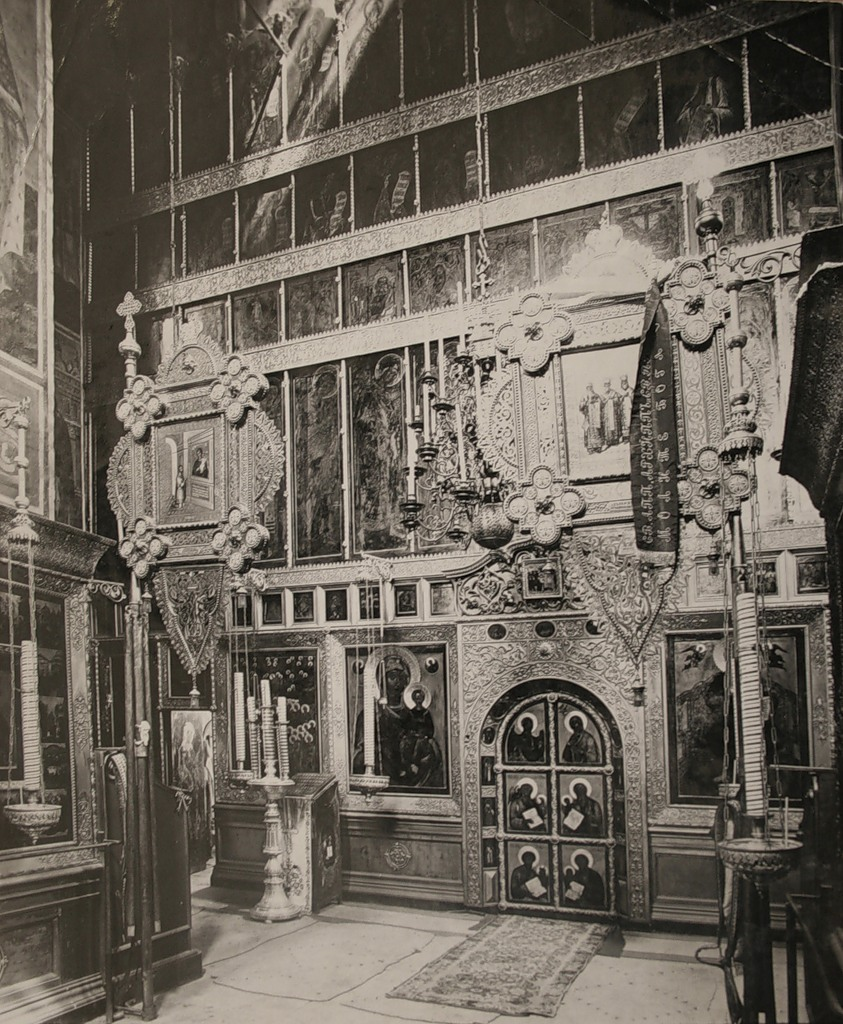
Иконостас собора, 1900-е года.

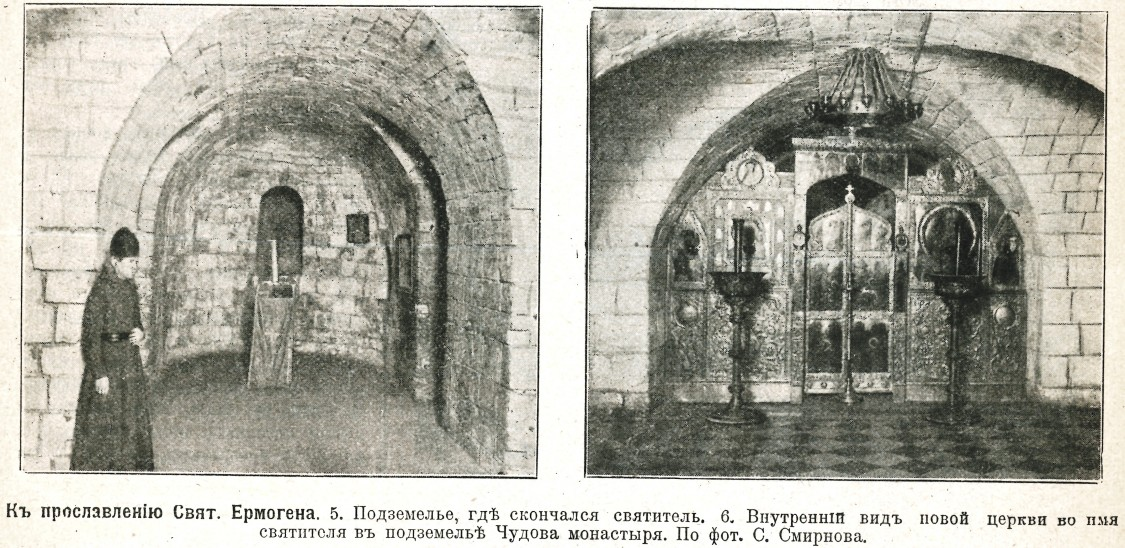
Келья патриарха Гермогена и церковь в честь него в подземелье монастыря, 1913 г.

В 1431 году в церкви обвалился верх, после чего её разобрали. При постройке новой церкви было решено её расширить. Этот храм к концу XV века настолько обветшал, что великий князь Иван III в 1501 году приказал его разобрать. На его месте 6 сентября 1503 года был освящён новый каменный храм, который простоял до 1929 года. Есть мнение, что архитектором храма был итальянец Алевиз Новый, по проекту которого был построен также кремлёвский Архангельский собор. Придел храма был освящён во имя Благовещения Богородицы.

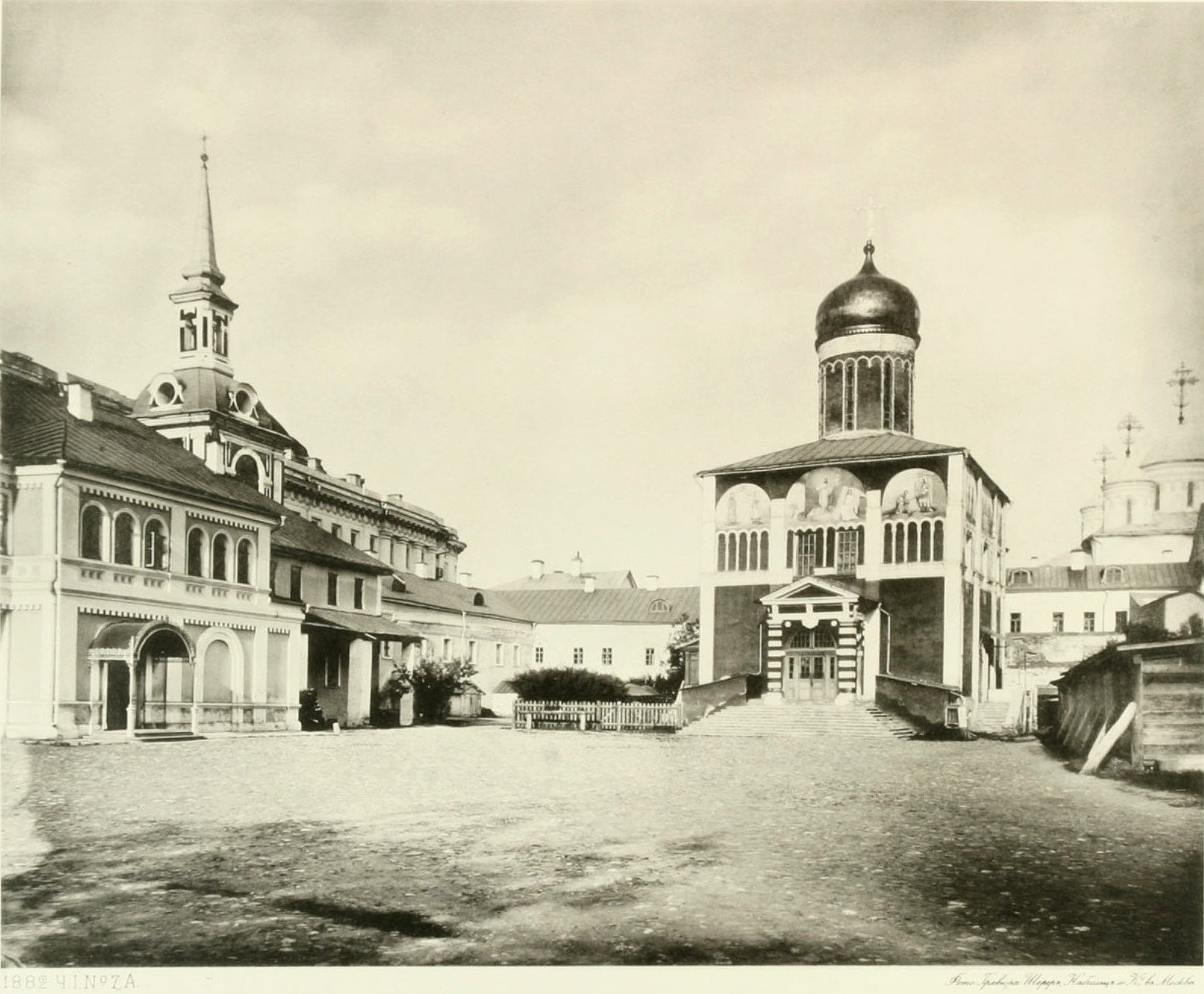
Собор Чуда Архангела Михаила в 1882 году.

Собор Чуда Архангела Михаила был одноглавым и имел двухъярусный подклет. Святой Алексий был похоронен в южном предалтарии церкви (до переноса в 1485 году в особую Алексеевскую церковь). В северной части под церковью находилась усыпальница, где погребены были московские митрополиты, Епифаний Славинецкий, бояре Стрешневы и другие. В XX веке ещё существовали их надгробные надписи, вмонтированные в наружные стены храма.
Собор был расписан в 1518—1519 годах. Во время пожара 1547 года эта роспись погибла и вскоре, в 1550-е годы, была заменена новой, неоднократно поновлявшейся впоследствии. На Годуновском плане Кремля собор изображён пятиглавым. После пожара 1626 года в нём был устроен новый иконостас, частично дошедший до наших дней.
В приделе Благовещения в 1666 году состоялся суд над патриархом Никоном. Впоследствии этот придел был упразднён, и вместо него одновременно с Алексеевской церковью была построена церковь во имя Благовещения.
В 1770-х годах при архиепископе Платоне были сломаны боковые главы и крытая галерея, окружавшая собор с трёх сторон, возобновлена живопись с сохранением стиля. В 1839—1849 годах при митрополите Филарете архитектор Михаил Быковский реставрировал Алексеевский, Благовещенский и Михайловский храмы Чудова монастыря. Современники отзывались о его работе восторженно.
Вплоть до XX века под собором существовали белокаменные двухэтажные подвалы с отдельными входами. Верхний подвал имел слабое освещение через малые оконные просветы. Нижний подвал не имел естественного освещения, и попасть в него можно было только через особое замурованное отверстие с помощью приставной лестницы. Полагают, здесь был заключен в 1611 году поляками патриарх Гермоген. При открытии подвала в нём были найдены железные вериги и несколько человеческих черепов и костей. В подземелье, считавшемся местом заточения Гермогена, в 1913 году в честь него была устроена пещерная церковь - Церковь Святителя Гермогена Чудова монастыря (церковь патриарха Ермогена).
Собор Чуда Архистратига Михаила был взорван в декабре 1929 года, чтобы освободить территорию для строительства 14-го корпуса Кремля. Об этом сохранилось следующее свидетельство:
Москва. 17 декабря 1929 года. Мы, нижеподписавшейся сотрудники Центральных государственных мастерских, научный сотрудник Г. О. Чириков, фотограф А. В. Лядов, практикант — реставратор С. С. Чураков, столяр А. Е. Шленский и специалисты по съемки фресковой штукатурки, реставраторы П. Я. Епанечников, Н. Н. Дубков и А. И. Попов, командированные для продолжения производства работ в Московском Кремле в бывшей церкви Чуда Архистратига Михаила Чудова монастыря по съемке фресок, составили настоящий акт в том, что мы, явившись к 9 часам на работу, нашли храм взорванным и представляющим груду строительного мусора. Оставленные на подмостях накануне, то есть 16 декабря, только что снятые две фрески святителей в кругах с алтарного абсида и прикрытые фанерой не найдены, а означенная фанера без фресок оказалась лежащей около развалин среди досок.

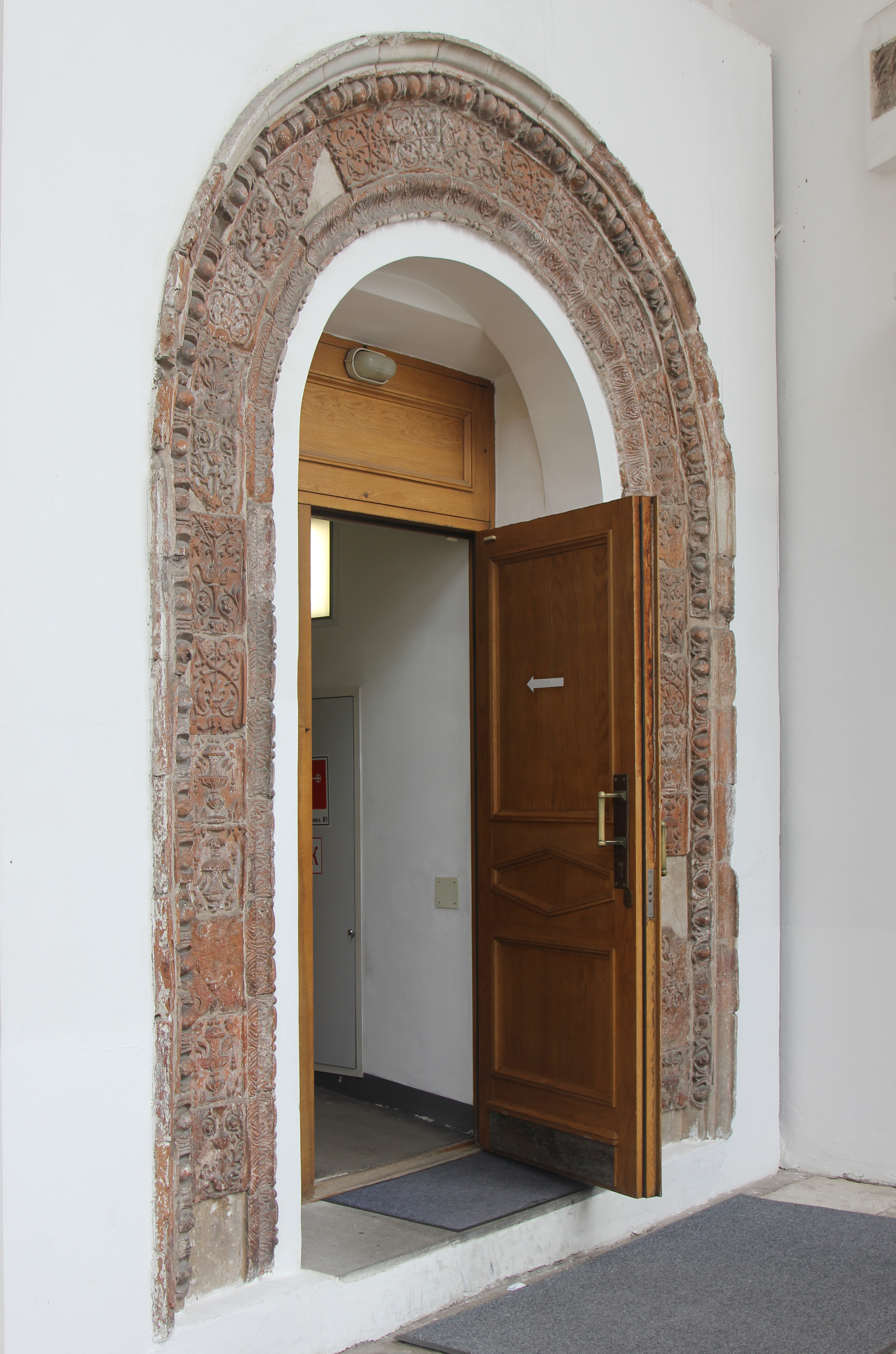
Южный портал собора, экспонированный на фасаде Успенской звонницы в Московском Кремле
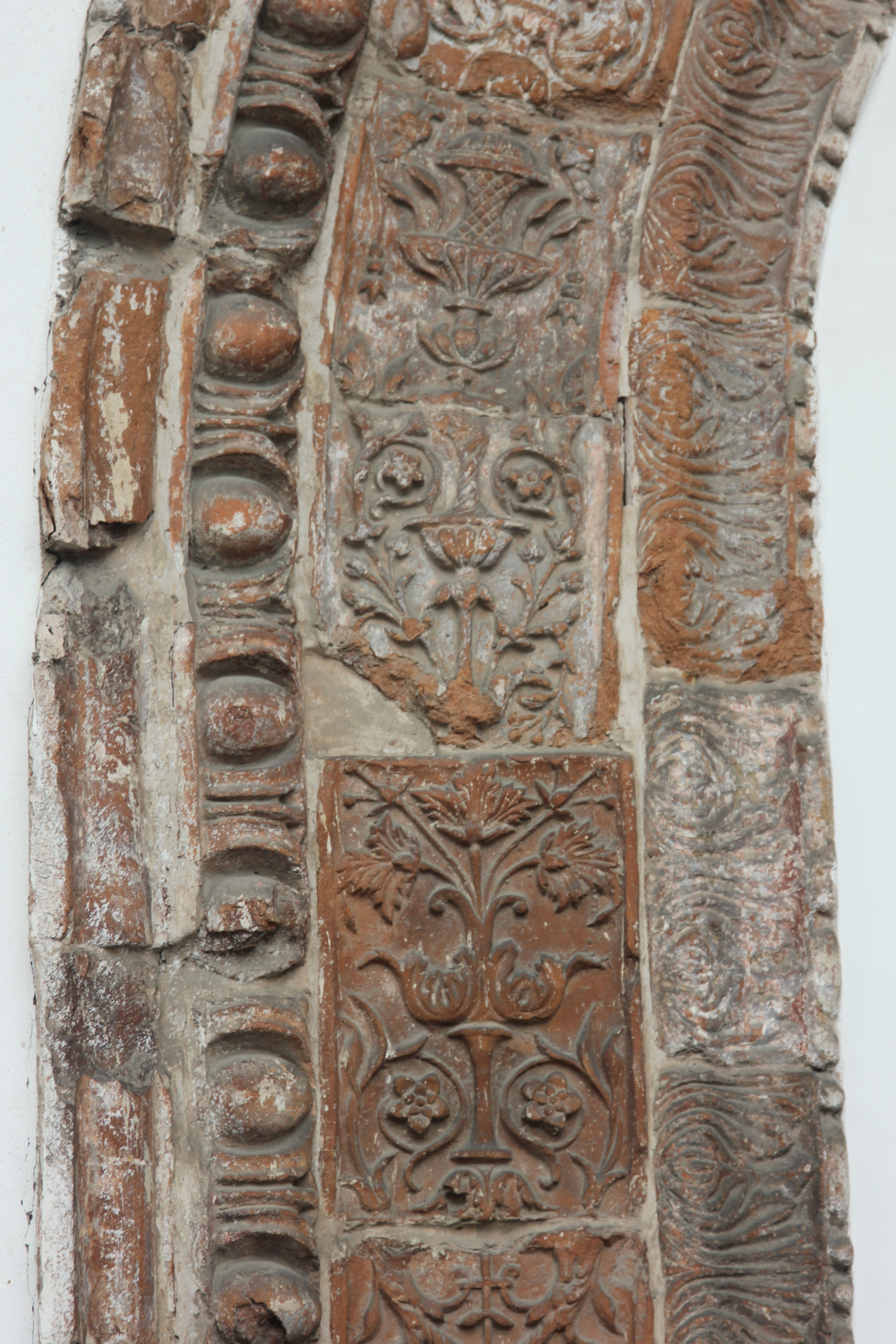
Деталь южного портала
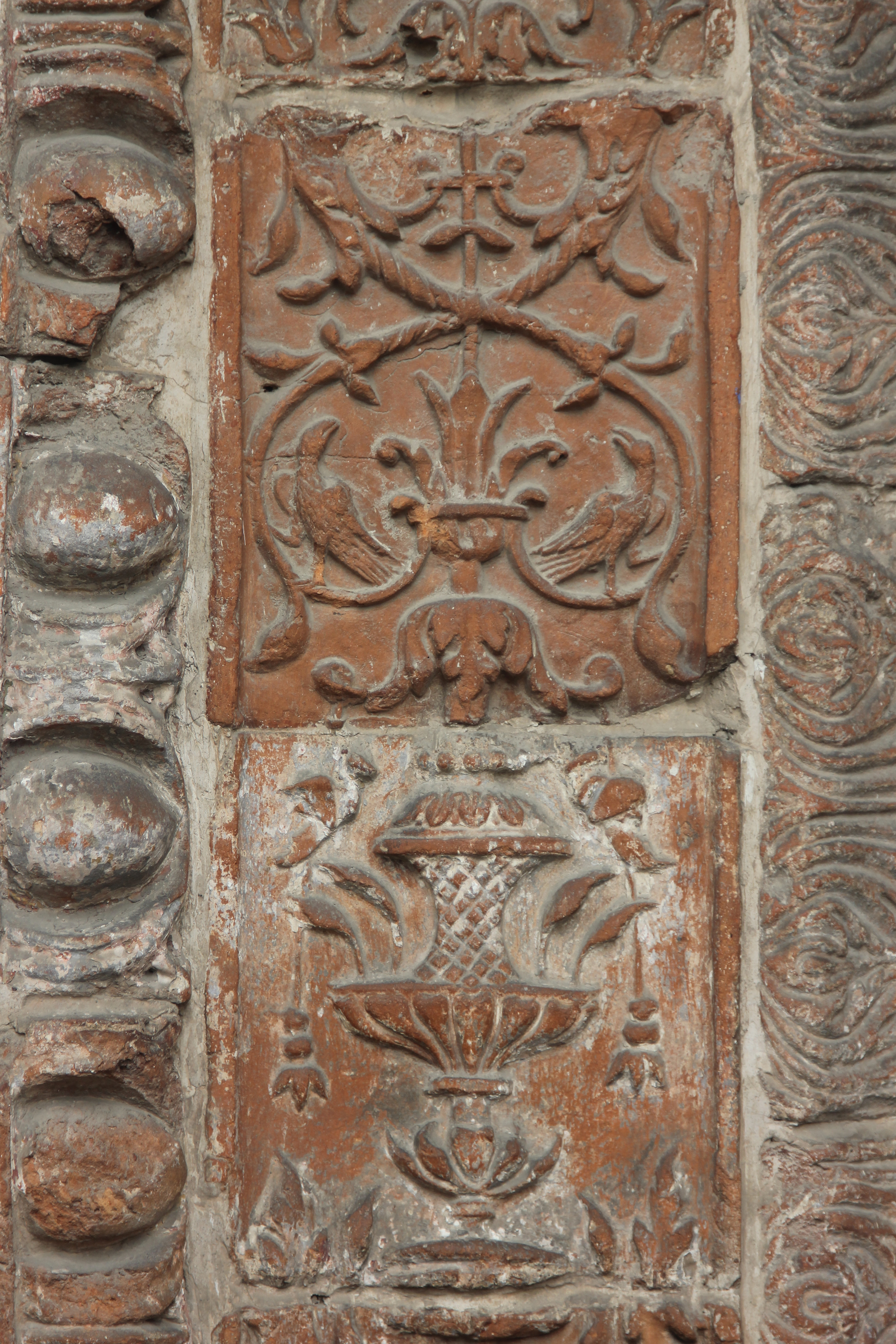
Деталь южного портала
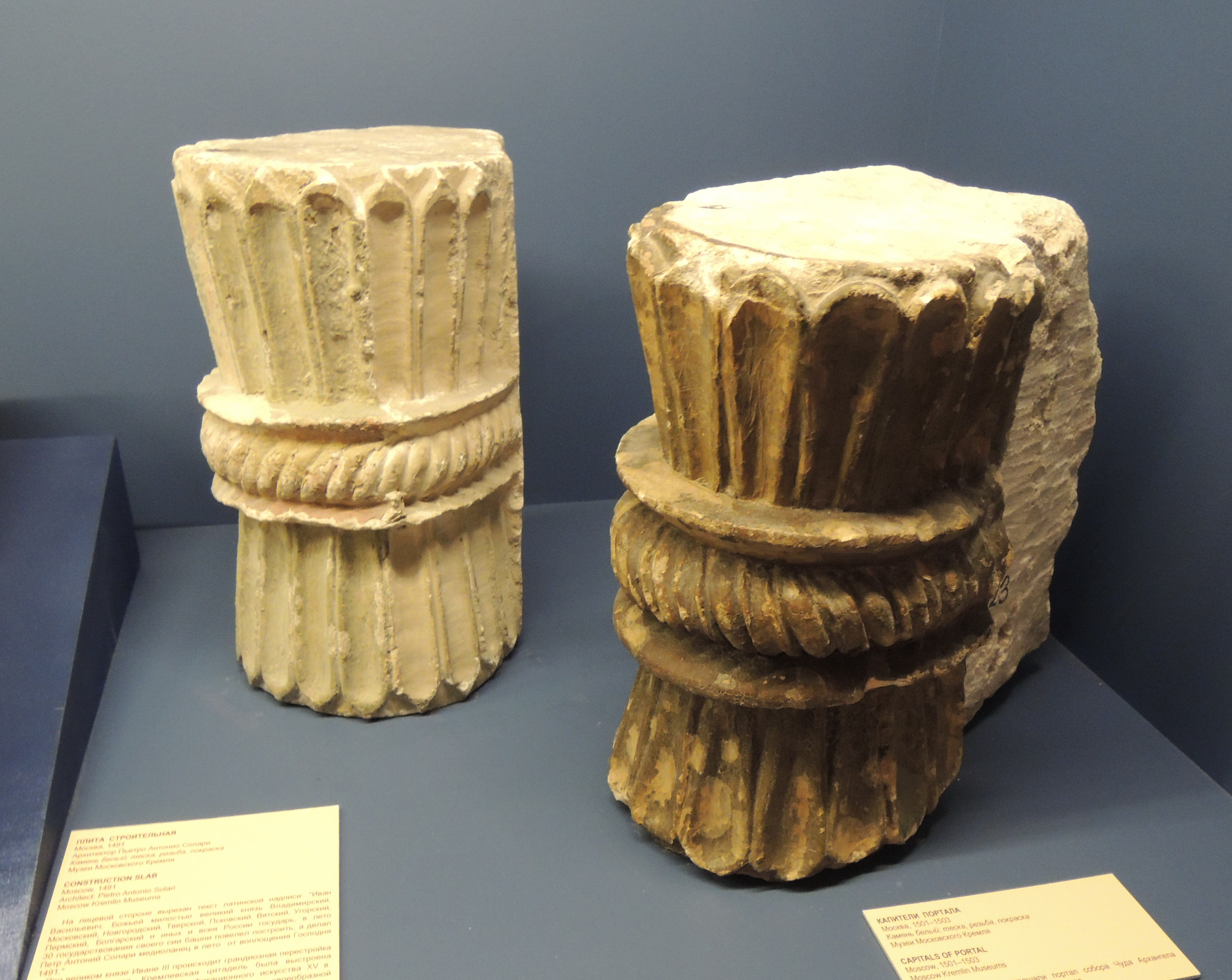
Белокаменная деталь северного портала
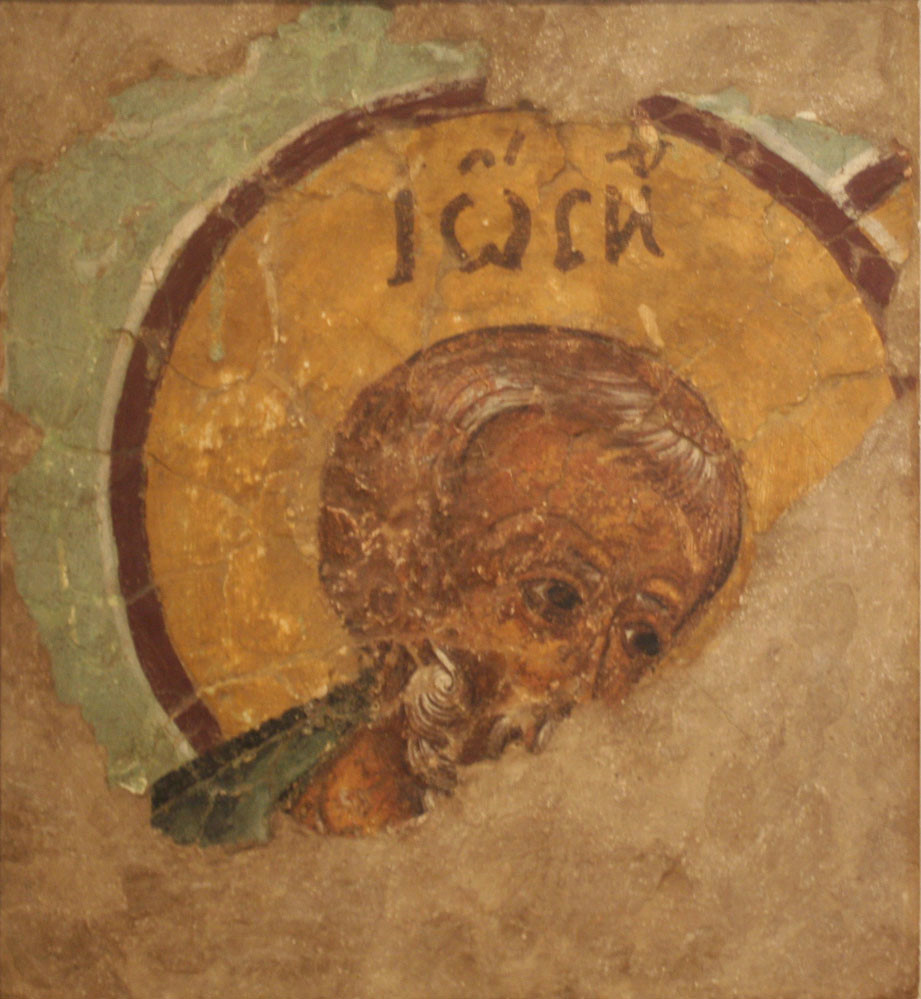
Святой Иосиф. Фреска Чудовского собора. XVI век
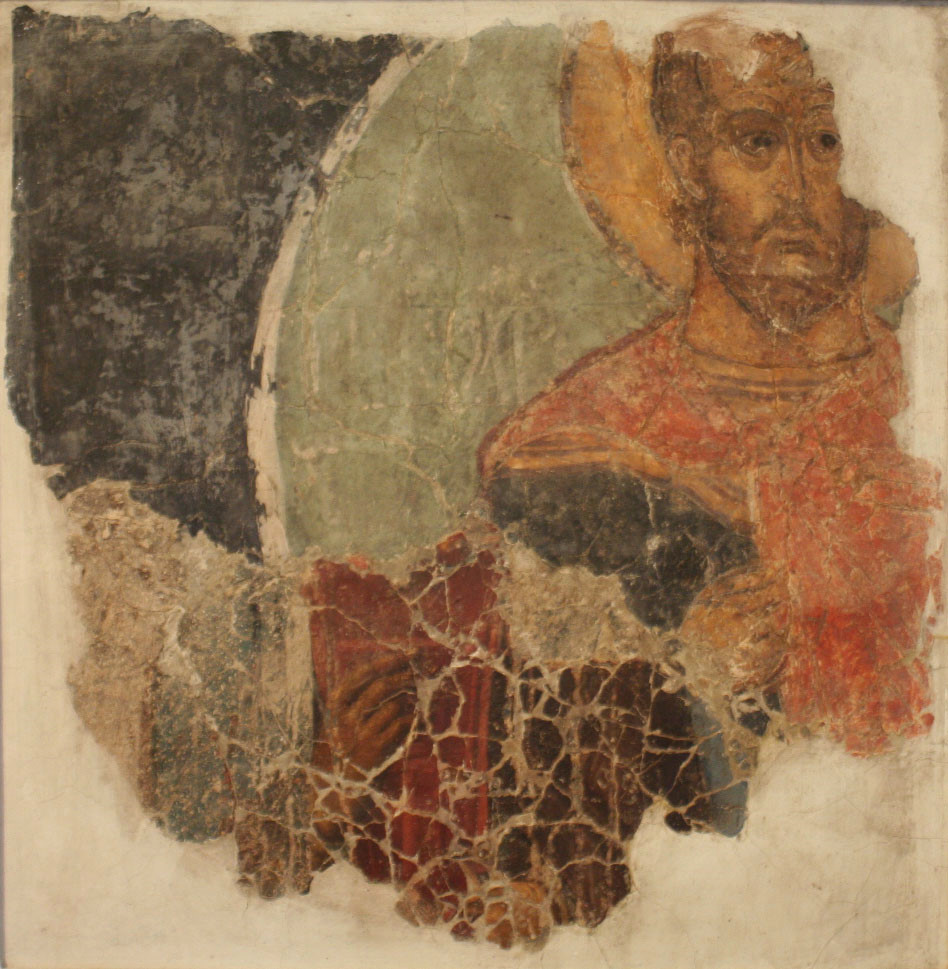
Св. Прохор. Фреска Чудовского собора. После 1547 года